# Mercedes AMG F1 W09 EQ Power+
Mercedes AMG F1 W09 EQ Power+ — гоночный автомобиль, разработанный для участия в сезоне 2018 года чемпионата по кольцевым автогонкам в серии Формула-1. Главными конструкторами болида выступили Альдо Коста, Джеймс Эллисон, Майк Эллиотт и Джеффри Уиллис. Автомобиль пилотируют ставший пятикратным чемпионом мира Льюис Хэмилтон, проводящий шестой сезон в команде, и Валттери Боттас, выступающий за Mercedes с 2017 года.
На W09 Льюис Хэмилтон досрочно стал пятикратным чемпионом мира Формулы-1 уже в Мексике, за три этапа до финиша сезона. А через две недели в Бразилии Mercedes в пятый раз подряд завоевал кубок конструкторов, за один этап до финиша турнира.

## Создание и развитие
Болид стал эволюционным продолжением своего предшественника — Mercedes AMG F1 W08 EQ Power+, и девятым автомобилем, построенным Mercedes с 2010 года. Главными визуальными отличиями W09 от предшественника является более низкий «плавник» на кожухе двигателя, отсутствие горизонтальных стабилизаторов на нём, запрещённых регламентом в сезоне 2018 года; а также наличие Halo — системы защиты головы пилота.

## Выступления в сезоне

### Рекорды
По ходу сезона 2018 года на Mercedes AMG F1 W09 EQ Power+ был установлен ряд лучших достижений (время круга) по ходу тестов, квалификаций и гонок:
| Установлен   | Гран-при                          | Трасса                        | Длина трассы | Пилот           | Время    | Источник |
| ------------ | --------------------------------- | ----------------------------- | ------------ | --------------- | -------- | -------- |
| Квалификация | Гран-при Австралии 2018 года      | Альберт-Парк                  | 5,303 км     | Льюис Хэмилтон  | 1:21,164 | [ 1 ]    |
| Квалификация | Гран-при Испании 2018 года        | Барселона-Каталунья           | 4,655 км     | Льюис Хэмилтон  | 1:16,173 | [ 2 ]    |
| Квалификация | Гран-при Франции 2018 года        | Поль Рикар                    | 5,842 км     | Льюис Хэмилтон  | 1:30,029 | [ 3 ]    |
| Гонка        | Гран-при Франции 2018 года        | Поль Рикар                    | 5,842 км     | Валттери Боттас | 1:34,225 | [ 4 ]    |
| Квалификация | Гран-при Австрии 2018 года        | Ред Булл Ринг                 | 4,318 км     | Валттери Боттас | 1:03,130 | [ 5 ]    |
| Квалификация | Гран-при Великобритании 2018 года | Сильверстоун                  | 5,891 км     | Льюис Хэмилтон  | 1:25,892 | [ 6 ]    |
| Тесты        | Летние тесты                      | Хунгароринг                   | 4,381 км     | Джордж Рассел   | 1:15,575 | [ 7 ]    |
| Гонка        | Гран-при Бельгии 2018 года        | Спа-Франкоршам                | 7,004 км     | Валттери Боттас | 1:46,286 | [ 8 ]    |
| Квалификация | Гран-при Сингапура 2018 года      | Марина-Бей                    | 5,063 км     | Льюис Хэмилтон  | 1:36,015 | [ 9 ]    |
| Квалификация | Гран-при России 2018 года         | Сочи Автодром                 | 5,848 км     | Валттери Боттас | 1:31,387 | [ 10 ]   |
| Гонка        | Гран-при России 2018 года         | Сочи Автодром                 | 5,848 км     | Валттери Боттас | 1:35,861 | [ 11 ]   |
| Квалификация | Гран-при США 2018 года            | Трасса Америк                 | 5,513 км     | Льюис Хэмилтон  | 1:32,237 | [ 12 ]   |
| Гонка        | Гран-при США 2018 года            | Трасса Америк                 | 5,513 км     | Льюис Хэмилтон  | 1:37,392 | [ 13 ]   |
| Гонка        | Гран-при Мексики 2018 года        | Автодром им. братьев Родригес | 4,304 км     | Валттери Боттас | 1:18,741 | [ 14 ]   |
| Квалификация | Гран-при Бразилии 2018 года       | Интерлагос                    | 4,309 км     | Льюис Хэмилтон  | 1:07,281 | [ 15 ]   |
| Гонка        | Гран-при Бразилии 2018 года       | Интерлагос                    | 4,309 км     | Валттери Боттас | 1:10,540 | [ 16 ]   |
| Квалификация | Гран-при Абу-Даби 2018 года       | Яс Марина                     | 5,554 км     | Льюис Хэмилтон  | 1:34,794 | [ 17 ]   |

## Результаты выступлений в Формуле-1
| Легенда к таблице |                                                                    |
| --- | ------------------------------------------------------------------ |
| В таблице перечислены результаты всех Гран-при Формулы-1, в которых использовался автомобиль. Строками таблицы являются сезоны, столбцами — этапы чемпионата мира. В каждой клетке указаны сокращённое название этапа и результат, дополнительно обозначенный цветом. Расшифровка обозначений и цветов представлена в нижеследующей таблице. |                                                                    |
| \| Пример \| Описание \| \| ------------ \| ------------------------------------------------------------------ \| \| 1 \| Победитель \| \| 2 \| Второе место \| \| 3 \| Третье место \| \| 5 \| Финишировал, заработав очки \| \| Сход \| Не финишировал, но при этом заработал очки \| \| 12 \| Финишировал, не получив очков \| \| НКЛ \| Финишировал, но не попал в финальную классификацию \| \| 15 \| Участвовал вне зачёта, либо по отдельной классификации \| \| 18 \| Не финишировал, но попал в финальную классификацию \| \| Сход \| Не финишировал \| \| НКВ \| Не прошёл квалификацию \| \| НПКВ \| Не прошёл предквалификацию \| \| ДСК \| Дисквалифицирован \| \| ИСК \| Исключён из протокола соревнований \| \| ТТ \| Заявлен для участия только в тренировках \| \| НС \| Участвовал в квалификации, но не стартовал в гонке \| \| Т \| Травмирован или болен \| \| ОТК \| Отказ от участия \| \| НТР \| Прибыл на соревнования, но на трассу не выезжал \| \| НПР \| Был заявлен в числе участников, но не прибыл к началу соревнований \| \| О \| Соревнования отменены \| \| \| Не участвовал \| \| Поул-позиция \| \| \| Быстрый круг \| \| |                                                                    |
| Пример | Описание                                                           |
| 1 | Победитель                                                         |
| 2 | Второе место                                                       |
| 3 | Третье место                                                       |
| 5 | Финишировал, заработав очки                                        |
| Сход | Не финишировал, но при этом заработал очки                         |
| 12 | Финишировал, не получив очков                                      |
| НКЛ | Финишировал, но не попал в финальную классификацию                 |
| 15 | Участвовал вне зачёта, либо по отдельной классификации             |
| 18 | Не финишировал, но попал в финальную классификацию                 |
| Сход | Не финишировал                                                     |
| НКВ | Не прошёл квалификацию                                             |
| НПКВ | Не прошёл предквалификацию                                         |
| ДСК | Дисквалифицирован                                                  |
| ИСК | Исключён из протокола соревнований                                 |
| ТТ | Заявлен для участия только в тренировках                           |
| НС | Участвовал в квалификации, но не стартовал в гонке                 |
| Т | Травмирован или болен                                              |
| ОТК | Отказ от участия                                                   |
| НТР | Прибыл на соревнования, но на трассу не выезжал                    |
| НПР | Был заявлен в числе участников, но не прибыл к началу соревнований |
| О | Соревнования отменены                                              |
| | Не участвовал                                                      |
| Поул-позиция |                                                                    |
| Быстрый круг |                                                                    |

| Год  | Команда                          | Двигатель                            | Ш | Пилоты          | 1   | 2   | 3   | 4   | 5   | 6   | 7   | 8   | 9    | 10  | 11  | 12  | 13  | 14  | 15  | 16  | 17  | 18  | 19  | 20  | 21  | Место | Очки |
| ---- | -------------------------------- | ------------------------------------ | - | --------------- | --- | --- | --- | --- | --- | --- | --- | --- | ---- | --- | --- | --- | --- | --- | --- | --- | --- | --- | --- | --- | --- | ----- | ---- |
| 2018 | Mercedes-AMG Petronas Motorsport | Mercedes-AMG F1 M09 EQ Power+ 1,6 V6 | P |                 | АВС | БАХ | КИТ | АЗЕ | ИСП | МОН | КАН | ФРА | АВТ  | ВЕЛ | ГЕР | ВЕН | БЕЛ | ИТА | СИН | РОС | ЯПО | США | МЕК | БРА | АБУ | 1     | 655  |
| 2018 | Mercedes-AMG Petronas Motorsport | Mercedes-AMG F1 M09 EQ Power+ 1,6 V6 | P | Льюис Хэмилтон  | 2   | 3   | 4   | 1   | 1   | 3   | 5   | 1   | Сход | 2   | 1   | 1   | 2   | 1   | 1   | 1   | 1   | 3   | 4   | 1   | 1   | 1     | 655  |
| 2018 | Mercedes-AMG Petronas Motorsport | Mercedes-AMG F1 M09 EQ Power+ 1,6 V6 | P | Валттери Боттас | 8   | 2   | 2   | 14  | 2   | 5   | 2   | 7   | Сход | 4   | 2   | 5   | 4   | 3   | 4   | 2   | 2   | 5   | 5   | 5   | 5   | 1     | 655  |